# Sepiola robusta
Sepiola robusta is een soort in de taxonomische indeling van de inktvissen, een klasse dieren die tot de stam der weekdieren (Mollusca) behoort. De inktvis komt uit het geslacht Sepiola en behoort tot de familie Sepiolidae. Sepiola robusta werd in 1912 beschreven door Naef.

## Leefwijze
De inktvis is in staat om van kleur te veranderen. Hij beweegt zich voort door water in zijn mantel te pompen en het er via de sifon weer krachtig uit te persen. De inktvis is een carnivoor en zijn voedsel bestaat voornamelijk uit vis, krabben, kreeften en weekdieren die ze met de zuignappen op hun grijparmen vangen.

## Verspreiding en leefgebied
De inktvis komt enkel in zout water voor.